# Blades de Kansas City
Les Blades de Kansas City sont une franchise de hockey sur glace ayant évolué dans la Ligue internationale de hockey.

## Historique
L'équipe a été créée en 1990 à Kansas City dans l'État du Missouri et évolua dans la LIH jusqu'en 2001, année où la ligue cessa ses activités.
Les Blades remportèrent la Coupe Turner remis au vainqueur des séries éliminatoires dans la LIH en 1991-92 sous l'entraîneur Kevin Constantine.

### Saisons en LIH
Note: PJ : parties jouées, V : victoires, D : défaites, N : matchs nuls, DP : défaite en prolongation, DF : défaite en fusillade, Pts : Points, BP : buts pour, BC : buts contre, Pun : minutes de pénalité
| Saison    | PJ | V  | D  | N | DP | Pts | Classement                   | Séries éliminatoires                            | Entraîneurs               |
| --------- | -- | -- | -- | - | -- | --- | ---------------------------- | ----------------------------------------------- | ------------------------- |
| 1990-1991 | 82 | 25 | 53 | 0 | 4  | 65  | 6e place, division Ouest     | Hors des séries                                 | Ken Morrow Doug Soetaert  |
| 1991-1992 | 82 | 56 | 22 | 0 | 4  | 116 | 1er place, division Ouest    | 4-1 Salt Lake 4-2 Peoria 4-0 Muskegon           | Kevin Constantine         |
| 1992-1993 | 82 | 46 | 26 | 0 | 10 | 102 | 2e place, division Mid-Ouest | 4-2 Milwaukee 4-2 San Diego                     | Kevin Constantine         |
| 1993-1994 | 82 | 40 | 31 | 0 | 10 | 90  | 3e place, division Mid-Ouest | Hors des séries                                 | Jim Wiley                 |
| 1994-1995 | 82 | 35 | 40 | 0 | 6  | 76  | 5e place, division Central   | 3-2 Détroit 4-1 Peoria 4-3 Kalamazoo 4-0 Denver | Jim Wiley                 |
| 1995-1996 | 82 | 39 | 38 | 0 | 5  | 83  | 4e place, division Mid-Ouest | 3-2 Utah                                        | Jim Wiley Vasily Tikhonov |
| 1996-1997 | 82 | 38 | 29 | 0 | 15 | 91  | 2e place, division Mid-Ouest | 3-0 Utah                                        | Don Jackson               |
| 1997-1998 | 82 | 41 | 29 | 0 | 12 | 94  | 2e place, division Mid-Ouest | 3-1 Utah 4-3 Long Beach                         | Paul MacLean              |
| 1998-1999 | 82 | 44 | 31 | 0 | 7  | 95  | 3e place, division Mid-Ouest | 2-1 Long Beach                                  | Paul MacLean              |
| 1999-2000 | 82 | 36 | 37 | 0 | 9  | 81  | e place, division Ouest      | Hors des séries                                 | Paul MacLean              |
| 2000-2001 | 82 | 37 | 42 | 0 | 3  | 77  | 5e place, division Ouest     | Hors des séries                                 | Stan Smyl                 |